# Клён ложнозибольдов
Клён ложнозибольдов (лат. Acer pseudosieboldianum) — вид деревьев рода Клён (Acer) семейства Сапиндовые (Sapindaceae).

## Ботаническое описание

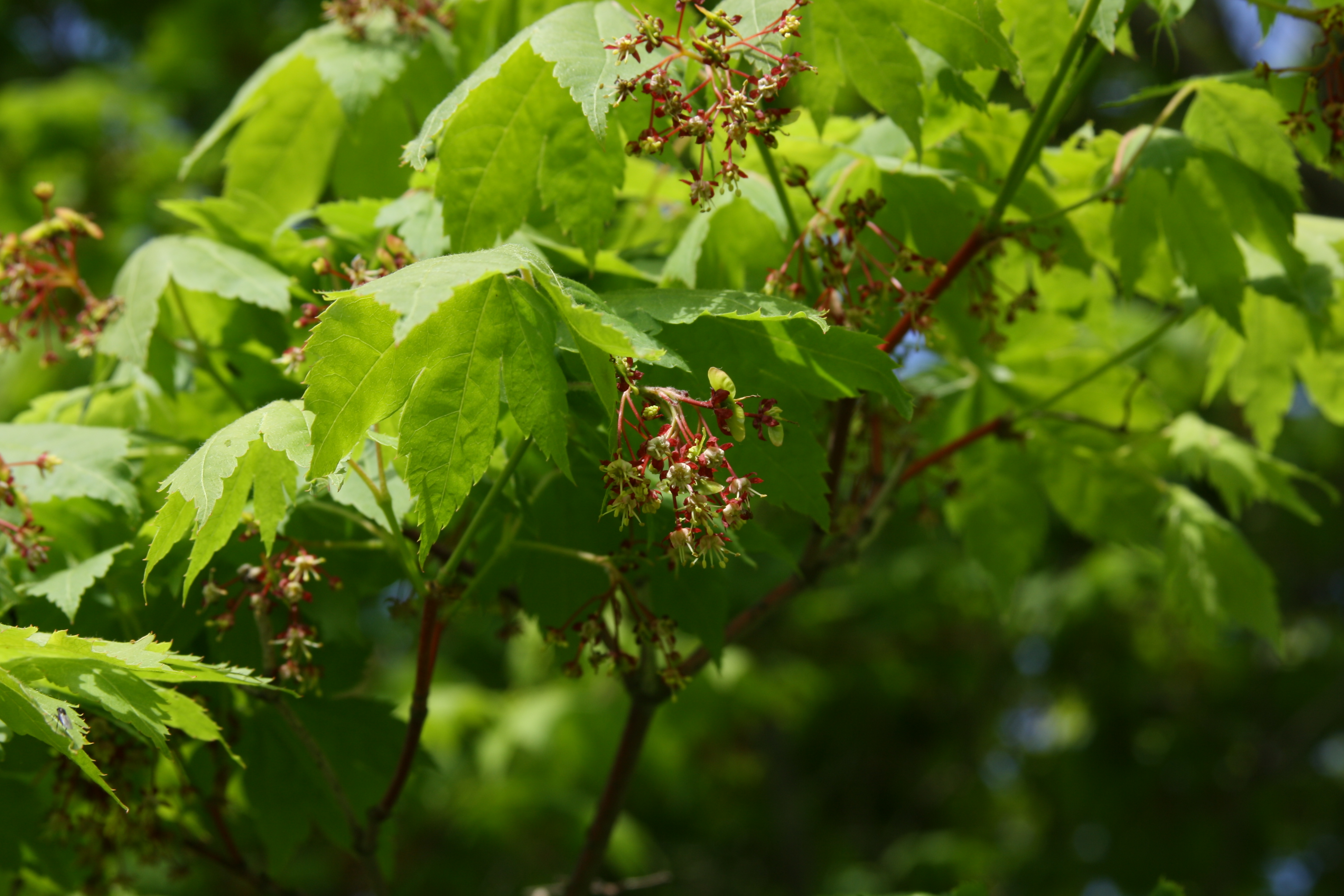
Цветы Клёна ложнозибольдова

Небольшое листопадное дерево или куст, достигающее 8 м в высоту. Побеги тонкие, прямые, зимние почки большие, яйцевидные, прикрыты шестью густо опушенными чешуями.
Листья округлые пальчатые, обычно 6—8 и до 10 см в диаметре, тонкие, вдоль осей опушенные, разрезаны на глубину от половины до двух третей листа, обычно с девятью, одиннадцатью или тринадцатью лопастями треугольно-овальной или овально-ланцетовидной формы, край двупильчатый, зубчики рассечённые, кончики острые. Черешок 3,5—4 см длиной, тонкий, у молодых листьев густо опушен. Цвет листьев, тёмно-зелёный по осям листа, к краям становится светло-зелёным.
Соцветия расположены на концах побегов, щитовидные, шириной 3—4 см, опушены; цветоножки 2—3 см длиной. Цветок имеет пять пурпурно-красных чашелистиков ланцетовидной формы, опушенных по краям и пять овальных лепестков белого или желтовато-белого цвета и размером 3—4 мм. Тычинок восемь, длиной около 4 мм. Завязь слегка опушена, длина рыльца примерно 1 мм.
Плод — красновато-жёлтая двойная крылатка, орешек округлый выпуклый, 5—7 мм диаметром и 4—5 мм толщиной, неопушен, сильно жилковатый; крылышко вытянутое овальное, вытянутое в основании, вместе с орешком 1,5—2,5 см длиной и 5—6 мм шириной. Крылышки расположены в крылатке горизонтально относительно друг друга.
Цветёт в мае-июне, плоды созревают в сентябре.
В 1 кг содержится около 31000 штук семян. Плодоносит ежегодно, но неравномерно. Семена требуют стратификации при температуре 7° продолжительностью 70—80 дней.

## Распространение и экология

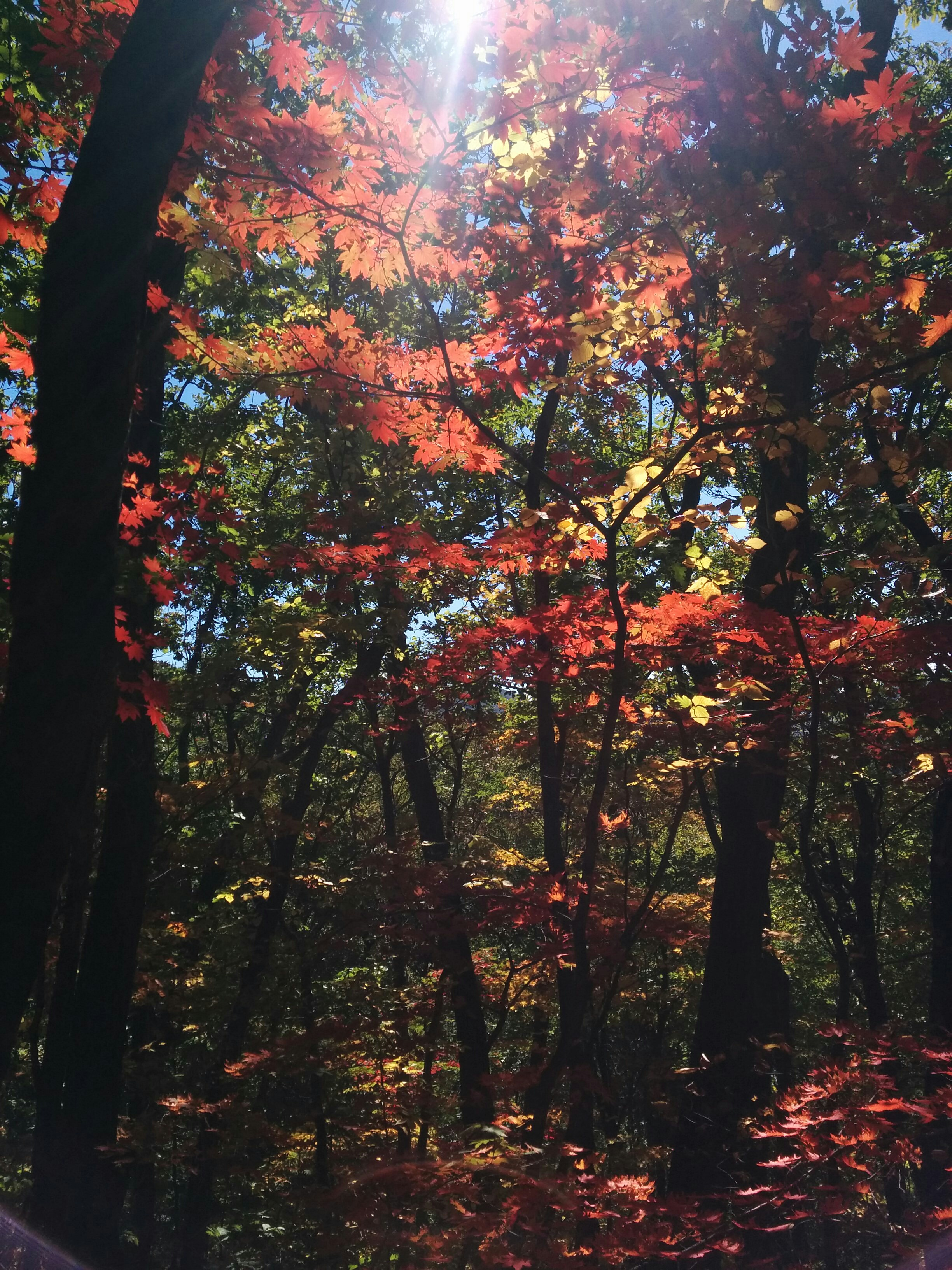
Клён ложнозибольдов в лесу. Провинция Ляонин.

Естественно произрастает в лесах северо-восточного Китая, Кореи и на юге российского Приморского края, поднимается в горах до высоты 700—1400 метров и более. Основной ареал сосредоточен в Корее, из-за чего его называют корейским клёном.
Теплолюбив и при этом довольно зимостоек, в Москве не повреждаются морозами экземпляры, выращенные из дальневосточных семян. Теневынослив. Мезофит. Предпочитает дренированные горные склоны. Успешно растёт и на быстро пересыхающих скелетных почвах, но при условии периодических дождей и высокой влажности воздуха. Не любит длительные засухи в вегетационный период. Избегает болот.
В пределах своего ареала — массовый вид. Распространён в нижнем подъярусе древостоя смешанных и широколиственных лесов. В России растёт вперемешку с грабом сердцелистным, клёном зеленокорым, вишнями, рябиной ольхолистной и сиренью амурской под пологом более высоких соседей. В теплоумеренных дубовых и грабовых лесах Кореи обитает рядом с такими диковинными деревьями, как волчелистник крупноножковый, мелиосма (Meliosma myriantha, Meliosma pinnata) и стиракс (Styrax obassis, Styrax japonicus), а также сожительствует с представителями более привычных для России родов: клёном дланевидным, кизилом (Cornus kousa) и падубом (Ilex macropoda).

## Значение и применение
Самый декоративный вид клёна на Дальнем Востоке.
Древесина желтовато-белая, твёрдая, часто косослойная и свилеватая, вязкая, трудно колется. Используется аналогично другим кленам.
Хороший медонос и пыльценос. Цветки охотно посещаются пчёлами, берущими нектар и пыльцу. Нектаропродуктивность определяли в Уссурийском заповеднике в 1978 и 1979 годах. В нектаре одного цветка содержалось от 0,34 до 0,55 мг сахара. Нектаропродуктивность условно чистых насаждений 100—120 кг/га. В сочетании с другими медоносами, цветущими одновременно с ним, образует хорошие угодья для пчёл.
Листья, тонкие ветки и кора хорошо поедаются пятнистым оленем (Cervus nippon) в течение всего года. По наблюдениям в Лазовском заповеднике, пятнистые олени в январе объедают отдельные растения, в феврале поедают лучше, в конце весны случайно, летом попутно с другими кормами.
В культуре с 1903 года, в Санкт-Петербурге с 1907 года. 7 В Санкт-Петербурге, в парке Ботанического сада Петра Великого БИН РАН плодоносит.

## Классификация

### Таксономия
Вид Клён ложнозибольдов входит в секцию Palmata рода Клён (Acer) семейства Сапиндовые (Sapindaceae).
|  |                                      |  |                                                       |                                                       |                      |  | ещё 8 семейств (согласно Системе APG II) | ещё 8 семейств (согласно Системе APG II) |                         |  |  |  | ещё более 100 видов |
|  |                                      |  |                                                       |                                                       |                      |  | ещё 8 семейств (согласно Системе APG II) | ещё 8 семейств (согласно Системе APG II) |                         |  |  |  | ещё более 100 видов |
|  |                                      |  |                                                       | порядок Сапиндоцветные                                |                      |  |                                          |                                          | род Клён                |  |  |  |                     |
|  |                                      |  |                                                       | порядок Сапиндоцветные                                |                      |  |                                          |                                          | род Клён                |  |  |  |                     |
|  | отдел Цветковые, или Покрытосеменные |  |                                                       |                                                       | семейство Сапиндовые |  |                                          |                                          | вид Клён ложнозибольдов |  |  |  |                     |
|  | отдел Цветковые, или Покрытосеменные |  |                                                       |                                                       | семейство Сапиндовые |  |                                          |                                          |                         |  |  |  |                     |
|  |                                      |  | ещё 44 порядка цветковых растений (по Системе APG II) | ещё 44 порядка цветковых растений (по Системе APG II) |                      |  |                                          | ещё 140—150 родов                        | ещё 140—150 родов       |  |  |  |                     |
|  |                                      |  |                                                       | ещё 44 порядка цветковых растений (по Системе APG II) |                      |  |                                          |                                          | ещё 140—150 родов       |  |  |  |                     |